# Gare du Bosquet
Gare du Bosquet – przystanek kolejowy w Cannes, w dzielnicy La Bocca, w departamencie Alpy Nadmorskie, w regionie Prowansja-Alpy-Lazurowe Wybrzeże, we Francji.
Linia została otwarta w 1871 przez Compagnie des chemins de fer de Paris à Lyon et à la Méditerranée (PLM), zamknięta w 1938 roku i ponownie otwarta w 2005. Jest przystankiem należącym do Société nationale des chemins de fer français (SNCF) obsługiwanym przez pociągi TER Provence-Alpes-Côte d’Azur kursujące między Grasse do Ventimiglia, poprzez Cannes i Niceę.

## Położenie
Przystanek znajduje się na linii Cannes – Grasse, w km 3,240, na wysokości 54 m, pomiędzy stacjami Cannes-La-Bocca i La Frayère.

## Linie kolejowe
- Cannes – Grasse